# Masakatsu Miyamoto
Masakatsu Miyamoto (jap. 宮本征勝 Miyamoto Masakatsu; ur. 4 lipca 1938 roku w Hitachi, zm. 7 maja 2002 roku w Mito) – japoński piłkarz, reprezentant kraju.

## Kariera klubowa
Od 1961 do 1974 roku występował w klubie Furukawa Electric.

## Kariera reprezentacyjna
Karierę reprezentacyjną rozpoczął w 1958, a zakończył w 1971 roku. W sumie w reprezentacji wystąpił w 44 spotkaniach. Został powołany do kadry na Igrzyska Olimpijskie w 1964 i 1968 roku.

## Statystyki
| Reprezentacja Japonii | Reprezentacja Japonii | Reprezentacja Japonii |
| Rok                   | Mecze                 | Gole                  |
| --------------------- | --------------------- | --------------------- |
| 1958                  | 1                     | 0                     |
| 1959                  | 8                     | 0                     |
| 1960                  | 1                     | 0                     |
| 1961                  | 6                     | 0                     |
| 1962                  | 7                     | 0                     |
| 1963                  | 4                     | 0                     |
| 1964                  | 1                     | 0                     |
| 1965                  | 2                     | 1                     |
| 1966                  | 5                     | 0                     |
| 1967                  | 1                     | 0                     |
| 1968                  | 2                     | 0                     |
| 1969                  | 2                     | 0                     |
| 1970                  | 0                     | 0                     |
| 1971                  | 4                     | 0                     |
| Razem                 | 44                    | 1                     |